# Eredivisie 1956-57
La Eredivisie 1956-57 fue la primera temporada con formato de liga única en los Países Bajos, la liga fue organizada por la KNVB. El Ajax ganó su primera Eredivisie y su noveno título nacional.

## Descensos
Debido a la reestructuración del campeonato neerlandés la anterior temporada descendieron 18 equipos.
| Pos. | Descendidos de la Hoofdklasse 1955-56 |
| ---- | ------------------------------------- |
| 10.º | SV Limburgia                          |
| 11.º | SBV Excelsior                         |
| 12.º | ADO Den Haag                          |
| 13.º | Stormvogels                           |
| 14.º | Roda Sport                            |
| 15.º | Vitesse Arnhem                        |
| 16.º | Hollandia Victoria Combinatie         |
| 17.º | VV Rigtersbleek                       |
| 18.º | EBOH                                  |

| Pos. | Descendidos de la Hoofdklasse 1955-56 |
| ---- | ------------------------------------- |
| 9.º  | DFC                                   |
| 11.º | Alkmaar '54                           |
| 12.º | Sittardia                             |
| 13.º | De Graafschap                         |
| 14.º | SHS                                   |
| 15.º | SVV                                   |
| 16.º | HFC EDO                               |
| 17.º | De Volewijckers                       |
| 18.º | Emma                                  |

## Clasificación
| Pos. | Equipo             | Pts. | PJ | G  | E  | P  | GF | GC | Dif. | Clasificación                                |
| ---- | ------------------ | ---- | -- | -- | -- | -- | -- | -- | ---- | -------------------------------------------- |
| 1    | AFC Ajax (C)       | 49   | 34 | 22 | 5  | 7  | 64 | 40 | +24  | Clasificado a la Copa de Campeones de Europa |
| 2    | Fortuna 54         | 45   | 34 | 20 | 5  | 9  | 76 | 48 | +28  |                                              |
| 3    | SC Enschede        | 41   | 34 | 15 | 11 | 8  | 81 | 47 | +34  |                                              |
| 4    | MVV Maastricht     | 40   | 34 | 15 | 10 | 9  | 53 | 42 | +11  |                                              |
| 5    | Feyenoord Róterdam | 39   | 34 | 15 | 9  | 10 | 79 | 58 | +21  |                                              |
| 6    | PSV Eindhoven      | 39   | 34 | 18 | 3  | 13 | 93 | 71 | +22  |                                              |
| 7    | VVV 03             | 38   | 34 | 16 | 6  | 12 | 50 | 53 | −3   |                                              |
| 8    | Sparta Róterdam    | 36   | 34 | 12 | 12 | 10 | 66 | 59 | +7   |                                              |
| 9    | NAC Breda          | 36   | 34 | 14 | 8  | 12 | 59 | 61 | −2   |                                              |
| 10   | DOS Utrecht        | 35   | 34 | 17 | 1  | 16 | 79 | 75 | +4   |                                              |
| 11   | Rapid JC           | 33   | 34 | 13 | 7  | 14 | 64 | 63 | +1   |                                              |
| 12   | NOAD               | 31   | 34 | 12 | 7  | 15 | 54 | 64 | −10  |                                              |
| 13   | BVC Amsterdam      | 30   | 34 | 11 | 8  | 15 | 49 | 67 | −18  |                                              |
| 14   | GVAV Groningen     | 28   | 34 | 9  | 10 | 15 | 52 | 66 | −14  |                                              |
| 15   | BVV                | 26   | 34 | 11 | 4  | 19 | 70 | 76 | −6   |                                              |
| 16   | USV Elinkwijk      | 24   | 34 | 10 | 4  | 20 | 52 | 87 | −35  |                                              |
| 17   | Willem II (D)      | 22   | 34 | 8  | 6  | 20 | 59 | 79 | −20  | Descenso a la Eerste Divisie                 |
| 18   | FC Eindhoven (D)   | 20   | 34 | 8  | 4  | 22 | 39 | 83 | −44  | Descenso a la Eerste Divisie                 |

 Fuente: RSSSF
Notas:
1. ↑  Campeón de la Copa de los Países Bajos 1956-57

#### Resultados
| Local \ Visitante  | AJX | AMS | BVV | DOS | EIN | ELI | FEY | FOR | GVA | MAS | NAC | NOA | PSV | RAP | SCE | SPA | VVV | WIL |
| ------------------ | --- | --- | --- | --- | --- | --- | --- | --- | --- | --- | --- | --- | --- | --- | --- | --- | --- | --- |
| AFC Ajax           | —   | 2–3 | 1–0 | 1–2 | 3–1 | 1–0 | 1–0 | 0–2 | 4–2 | 2–0 | 1–0 | 2–1 | 1–0 | 1–0 | 1–1 | 1–2 | 1–1 | 5–0 |
| BVC Amsterdam      | 1–5 | —   | 3–2 | 1–2 | 2–1 | 1–2 | 2–1 | 1–1 | 0–1 | 3–0 | 0–1 | 1–0 | 1–3 | 0–5 | 0–2 | 1–1 | 4–1 | 0–6 |
| BVV                | 3–1 | 5–2 | —   | 4–0 | 1–3 | 1–2 | 0–5 | 1–3 | 1–2 | 2–0 | 8–0 | 6–0 | 0–3 | 3–1 | 2–2 | 2–2 | 1–4 | 3–2 |
| DOS Utrecht        | 0–2 | 3–2 | 1–3 | —   | 0–1 | 2–3 | 4–0 | 3–1 | 7–1 | 1–2 | 4–1 | 3–1 | 2–8 | 2–0 | 1–4 | 2–3 | 1–3 | 4–1 |
| FC Eindhoven       | 0–3 | 1–1 | 2–3 | 0–1 | —   | 1–0 | 0–1 | 1–5 | 1–1 | 0–3 | 2–2 | 3–1 | 0–2 | 0–2 | 3–2 | 0–2 | 0–2 | 2–3 |
| USV Elinkwijk      | 1–2 | 0–2 | 4–2 | 1–6 | 5–2 | —   | 5–1 | 2–2 | 0–5 | 0–0 | 2–1 | 2–3 | 0–6 | 1–4 | 2–5 | 1–3 | 2–2 | 3–1 |
| Feyenoord Róterdam | 7–3 | 2–2 | 5–1 | 5–1 | 4–0 | 3–1 | —   | 4–0 | 2–1 | 2–2 | 2–2 | 5–2 | 2–0 | 2–3 | 2–2 | 0–3 | 3–0 | 2–1 |
| Fortuna 54         | 2–3 | 3–0 | 4–1 | 4–1 | 4–1 | 8–1 | 3–2 | —   | 3–2 | 1–1 | 2–1 | 0–3 | 1–3 | 5–0 | 4–1 | 1–1 | 3–1 | 0–1 |
| GVAV Groningen     | 1–1 | 1–1 | 3–2 | 3–2 | 1–1 | 1–2 | 4–2 | 2–0 | —   | 0–0 | 1–2 | 2–0 | 1–5 | 1–3 | 0–3 | 2–2 | 5–3 | 0–3 |
| MVV Maastricht     | 1–1 | 2–0 | 3–0 | 2–5 | 3–0 | 2–0 | 0–0 | 1–0 | 2–0 | —   | 1–3 | 3–0 | 5–0 | 2–0 | 0–0 | 3–2 | 1–0 | 0–0 |
| NAC Breda          | 1–1 | 3–1 | 1–0 | 4–4 | 0–1 | 2–1 | 1–1 | 0–2 | 2–0 | 2–1 | —   | 2–2 | 3–0 | 1–1 | 1–1 | 3–4 | 3–1 | 2–1 |
| NOAD               | 1–4 | 1–3 | 0–0 | 4–2 | 2–0 | 3–3 | 0–0 | 1–2 | 3–2 | 0–0 | 2–1 | —   | 2–3 | 3–2 | 3–1 | 3–0 | 1–2 | 1–0 |
| PSV Eindhoven      | 2–3 | 2–2 | 2–5 | 3–2 | 7–4 | 0–3 | 3–1 | 1–2 | 5–2 | 1–3 | 2–5 | 3–3 | —   | 4–1 | 1–5 | 3–1 | 0–1 | 3–1 |
| Rapid JC           | 4–2 | 2–2 | 4–3 | 0–3 | 0–1 | 2–1 | 4–1 | 0–1 | 2–2 | 1–1 | 5–1 | 1–3 | 3–1 | —   | 1–1 | 0–0 | 2–0 | 3–3 |
| SC Enschede        | 0–1 | 1–2 | 4–1 | 1–2 | 6–1 | 4–2 | 2–3 | 4–1 | 1–1 | 7–2 | 3–0 | 1–1 | 2–2 | 5–2 | —   | 1–1 | 0–0 | 5–1 |
| Sparta Róterdam    | 1–2 | 1–1 | 3–3 | 4–2 | 6–0 | 3–0 | 0–4 | 0–0 | 2–2 | 3–2 | 1–4 | 2–1 | 3–4 | 4–3 | 2–0 | —   | 1–1 | 3–1 |
| VVV 03             | 0–0 | 3–2 | 3–1 | 0–1 | 2–1 | 2–1 | 2–2 | 2–3 | 1–0 | 1–3 | 1–0 | 2–1 | 1–5 | 2–1 | 0–1 | 2–1 | —   | 3–1 |
| Willem II          | 0–1 | 1–2 | 1–0 | 2–3 | 3–2 | 4–0 | 3–3 | 2–3 | 0–0 | 5–2 | 2–4 | 1–2 | 0–6 | 1–2 | 2–2 | 0–0 | 6–3 | —   |